# ソウルシスター (競走馬)
ソウルシスター（Soul Sister、2020年1月25日 - ）は、アイルランド生産・イギリス調教の競走馬。主な勝ち鞍は2023年のオークスステークス、ミュージドラステークス。

## 概要

### 2歳（2022年）
10月21日ドンカスター競馬場の未勝利戦にロベルト・ハヴリンを背にデビューして初勝利を挙げた。

### 3歳（2023年）
4月22日フレッドダーリンステークス(G3)から始動、鞍上にランフランコ・デットーリを迎えるも12着と惨敗した。
続く5月17日のミュージドラステークス(G3)では後方に控えて、直線で大外に持ち出して進出を開始。力強い末脚であっさりと先頭に立ち、2着馬に4馬身差を付ける圧勝でグループ競走初制覇を果たした。
6月2日のイギリスオークス(G1)では単勝オッズ1.7倍の支持を受けたセーブザラストダンスに次ぐ2番人気で出走。最後方まで下げての競馬となり、直線で外からセーブザラストダンスとカーナーヴォンに並びかけて三つ巴の叩き合いとなるも、残り1ハロンで前に出ると2着を何とか死守したセーブザラストダンスに1馬身3/4差を付けてG1初制覇を果たした。デットーリ騎手は2021年のスノーフォール以来、通算7勝目のオークスステークス優勝となった。
その後は追加登録料を支払って8月14日のパリ大賞典(G1)に出走。デットーリ騎手が騎乗停止中であったため、キアラン・シューマークが鞍上を務めることになった。中団内で機をうかがい、直線に入ると先頭に立ったアデレードリバー目掛けて迫るも、道中最後方にいたフィードザフレイムが突き抜けて3着に敗れた。
その後、軽度の故障が発覚して年内全休となった。

## 血統表
| ソウルシスターの血統     | ソウルシスターの血統                         | ソウルシスターの血統                         | （血統表の出典）                             | （血統表の出典） |
| 父系                     | サドラーズウェルズ系                         | サドラーズウェルズ系                         | サドラーズウェルズ系                         |                  |
| 父 Frankel 鹿毛 2008     | 父の父Galileo 鹿毛 1998                      | Sadler's Wells                               | Northern Dancer                              | Northern Dancer  |
| 父 Frankel 鹿毛 2008     | 父の父Galileo 鹿毛 1998                      | Sadler's Wells                               | Fairy Bridge                                 |                  |
| 父 Frankel 鹿毛 2008     | 父の父Galileo 鹿毛 1998                      | Urban Sea                                    | Miswaki                                      | Miswaki          |
| 父 Frankel 鹿毛 2008     | 父の父Galileo 鹿毛 1998                      | Urban Sea                                    | Allegretta                                   |                  |
| 父 Frankel 鹿毛 2008     | 父の母Kind 鹿毛 2001                         | *デインヒル                                  | Danzig                                       | Danzig           |
| 父 Frankel 鹿毛 2008     | 父の母Kind 鹿毛 2001                         | *デインヒル                                  | Razyana                                      |                  |
| 父 Frankel 鹿毛 2008     | 父の母Kind 鹿毛 2001                         | Rainbow Lake                                 | Rainbow Quest                                | Rainbow Quest    |
| 父 Frankel 鹿毛 2008     | 父の母Kind 鹿毛 2001                         | Rainbow Lake                                 | Rockfest                                     |                  |
| 母 Dream Peace 鹿毛 2008 | 母の父Dansili 鹿毛 1996                      | *デインヒル                                  | Danzig                                       | Danzig           |
| 母 Dream Peace 鹿毛 2008 | 母の父Dansili 鹿毛 1996                      | *デインヒル                                  | Razyana                                      |                  |
| 母 Dream Peace 鹿毛 2008 | 母の父Dansili 鹿毛 1996                      | Hasili                                       | Kahyasi                                      | Kahyasi          |
| 母 Dream Peace 鹿毛 2008 | 母の父Dansili 鹿毛 1996                      | Hasili                                       | Kerali                                       |                  |
| 母 Dream Peace 鹿毛 2008 | 母の母Truly a Dream 鹿毛 1991                | Darshaan                                     | Shirley Heights                              | Shirley Heights  |
| 母 Dream Peace 鹿毛 2008 | 母の母Truly a Dream 鹿毛 1991                | Darshaan                                     | Delsy                                        |                  |
| 母 Dream Peace 鹿毛 2008 | 母の母Truly a Dream 鹿毛 1991                | Truly Special                                | Caerleon                                     | Caerleon         |
| 母 Dream Peace 鹿毛 2008 | 母の母Truly a Dream 鹿毛 1991                | Truly Special                                | Arctique Royale                              |                  |
| 母系(F-No.)              | Piping Peg's Dam(FN:23)                      | Piping Peg's Dam(FN:23)                      | Piping Peg's Dam(FN:23)                      |                  |
| 5代内の近親交配          | デインヒル：S3×M3, Northern Dancer：S4×S5×M5 | デインヒル：S3×M3, Northern Dancer：S4×S5×M5 | デインヒル：S3×M3, Northern Dancer：S4×S5×M5 |                  |